# Хусаїн Норчаєв
Хусаїн Туракул огли Норчаєв (узб. Xusain Toʻraqul oʻgʻli Norchayev, нар. 6 лютого 2002 Яккабаг, Узбекистан) — узбецький футболіст, нападник клубу «Насаф» та національної збірної Узбекистану.

## Ігрова кар'єра

### Клубна
Хусаїн Норчаєв є вихованцем клубу «Насаф». У червні 2020 року Норчаєв зіграв свою першу гру на професійному рівні. У складі «Насафа» Норчаєв ставав переможцем національного Кубку Узбекистану та брав участь у фіналі Кубка АФК у 2021 році. У розіграші Кубка АФК 2021 року Хусаїн Норчаєв став кращим бомбардиром турніру, забивши сім голів.

### Збірна
У жовтні 2021 року у товариському матчі проти команди Малайзії Хусаїн Норчаєв дебютував у національній збірній Узбекистану.

## Досягнення
Насаф
 Переможець Кубка Узбекистану: 2021, 2022
 Переможець Суперкубка Узбекистану: 2025
- Фіналіст Кубка АФК: 2021

Індивідуальні
- Найкращий бомбардир Кубка АФК: 2021 (7 голів)